# Myzomela tristrami
El mielero de Tristram (Myzomela tristrami) es una especie de ave paseriforme de la familia Meliphagidae propia del archipiélago de las islas Salomón. El nombre de la especie conmemora al ornitólogo inglés Henry Baker Tristram.

## Distribución y hábitat
Se encuentra únicamente en las selvas de las islas Makira, Owaraha, Owariki y Ugi en las Islas Salomón.